# Fortuna
Fortuna (latinsko Fortuna; sreča, usoda) je v rimski mitologiji boginja usode, naključja, sreče in izobilja, boginja mati in zaščitnica oseb, skupnosti, krajev in dogodkov. Enaka je grški boginji Tihe. 
Največkrat je upodobljena kot ženska na vrteči se ali lebdeči krogli s krili ter z ladijskim krmilom, ki v roki drži kotaleče se kolo in rog izobilja.